# 17e régiment de hussards brunswickois
Pour les articles homonymes, voir 17e régiment.

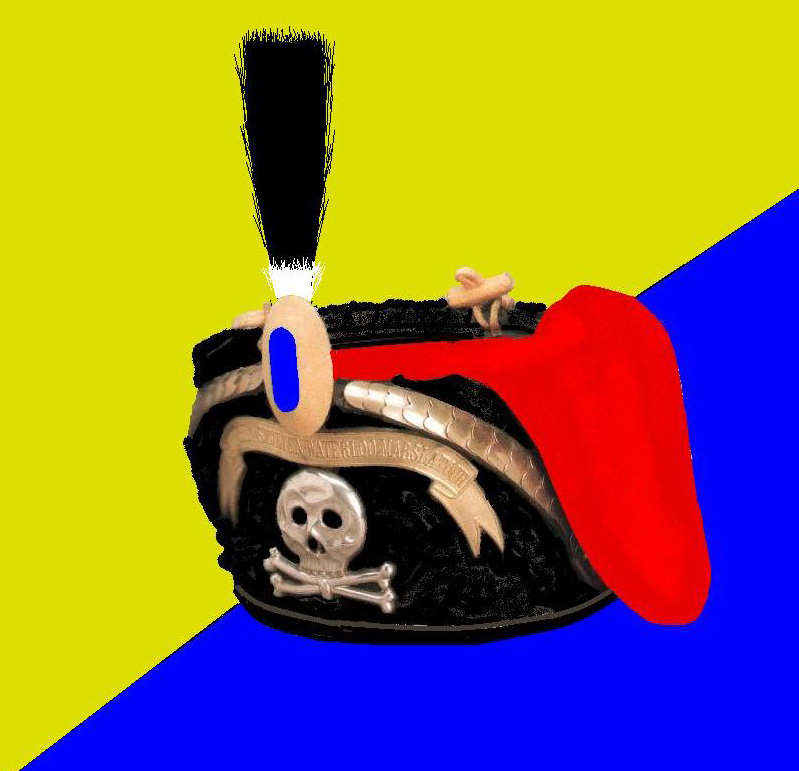
Chapeau de fourrure avec buisson de parade des hussards du Brunswick

Le 17e régiment de hussards brunswickois est une unité de cavalerie de l'armée brunswickoise (de), puis de l'armée prussienne.

## Organisation et structure de commandement en 1914
10e corps d'armée à Hanovre - Général Commandant : Général d'Infanterie Otto von Emmich
20e division d'infanterie à Hanovre - Commandant : Lieutenant-général Richard Schmundt (de)
20e brigade de cavalerie à Hanovre - Commandant : Major General Wolfgang von Unger
- Garnison : Brunswick (depuis 1825), à partir de 1892 dans la caserne de Mars-la-Tour (de)
- Jour de fondation du régiment : 1er avril 1809

## Histoire

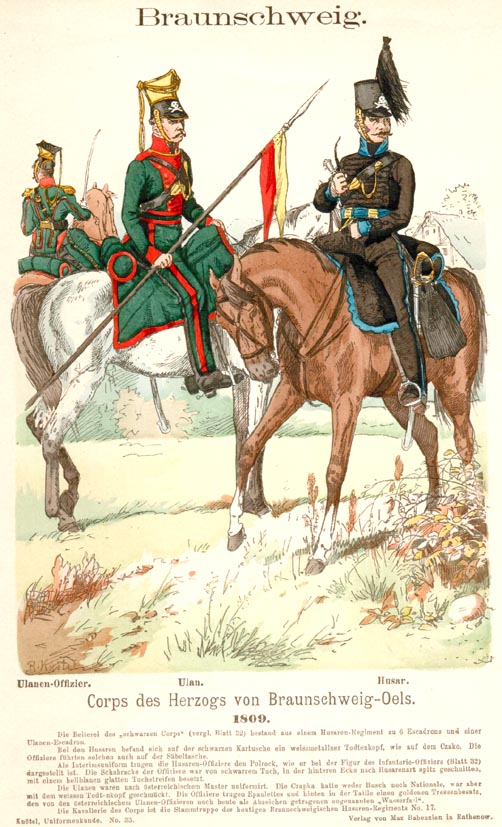
Soldats du corps du duc de Brunswick-Öls, à droite un hussard. Dessin de Richard Knötel.

Déjà dans la principauté de Brunswick-Wolfenbüttel, le "régiment de hussards von Roth" est créé par le duc Charles Ier de Brunswick-Wolfenbüttel en 1759 pendant la guerre de Sept Ans. Il compte initialement quatre compagnies, mais est renforcé par deux compagnies en 1762. Faute de moyens financiers, ce régiment doit à nouveau être dissous en 1767. Pour l'instant, les hussards restent un épisode dans la petite principauté.
Ce n'est qu'après la signature de la Convention de Vienne (de) avec l'Autriche que le « duc noir » Frédéric-Guillaume de Brunswick-Wolfenbüttel réussit à lever, comme convenu dans la Convention, à partir du 1er avril 1809 dans les villes bohémiennes de Nachod et Braunau un corps de volontaires constitué d'un peu plus de 2 000 hommes, dont 1000 hussards, 1 000 hommes d'infanterie légère et 125 hommes d'artillerie à cheval. Le corps, appelé Schwarze Schar, opère indépendamment sous la direction de Frédéric-Guillaume.
Après la formation sous protection autrichienne, le régiment de hussards de la Schwarze Schar s'installe en Saxe dans l'association des corps francs du duc Frédéric-Guillaume pour lutter contre les troupes de Napoléon Ier. Après la défaite des troupes de la coalition à la bataille de Wagram, l'association et avec elle le régiment quittent le service autrichien, se frayent un chemin de Bohême jusqu'à la côte de la mer du Nord et s'embarquent pour l'Angleterre à Elsfleth et Brake. Arrivé sur l'île de Wight le 1er septembre 1809, le Corps franc de Brunswick est entré au service de l'Angleterre, et les hussards prennent le nom de régiment de hussards anglo-brunswickois à partir du 25 septembre 1809.
Sous commandement anglais, le régiment est détaché du corps. Il combat contre l'occupation française en Espagne en 1813 et 1814 et se déplace en Sicile en 1815, où il est reste stationné pendant plus d'un an. En 1816, le régiment retourne à Brunswick et est dissous le 24 juin de la même année.
Alors que le régiment d'origine est encore sous commandement anglais en Méditerranée, le duc Frédéric-Guillaume met en place un nouveau régiment de hussards de six compagnies. Il se déplace avec le corps de campagne vers le Brabant en 1814 et 1815 et participe à la bataille des Quatre Bras et le 18 juin 1815 participe à la bataille de Waterloo.
Le 1er janvier 1825, la troupe est réorganisée sous le nom de "régiment de hussards de la Garde ducal brunswickois". En 1839, il perd son statut de "Garde". En 1867, après que le duché de Brunswick a rejoint la Confédération de l'Allemagne du Nord, l'unité est rebaptisée "17e régiment de hussards ducal brunswickois". Après la convention militaire avec la Prusse le 18 mars 1886, le régiment est incorporé à l'armée prussienne et reçoit sa désignation définitive de « 17e régiment de hussards brunswickois ».

### Calendrier des batailles
Lors de la campagne contre le Danemark en 1849, le régiment est affecté à une division de réserve et ne participe à aucune opération de combat.

#### Guerre austro-prussienne
Pendant la guerre entre la Prusse et la Confédération germanique en 1866, les hussards sont affectés au 2e corps de réserve prussien et n'ont participé qu'à des combats mineurs.

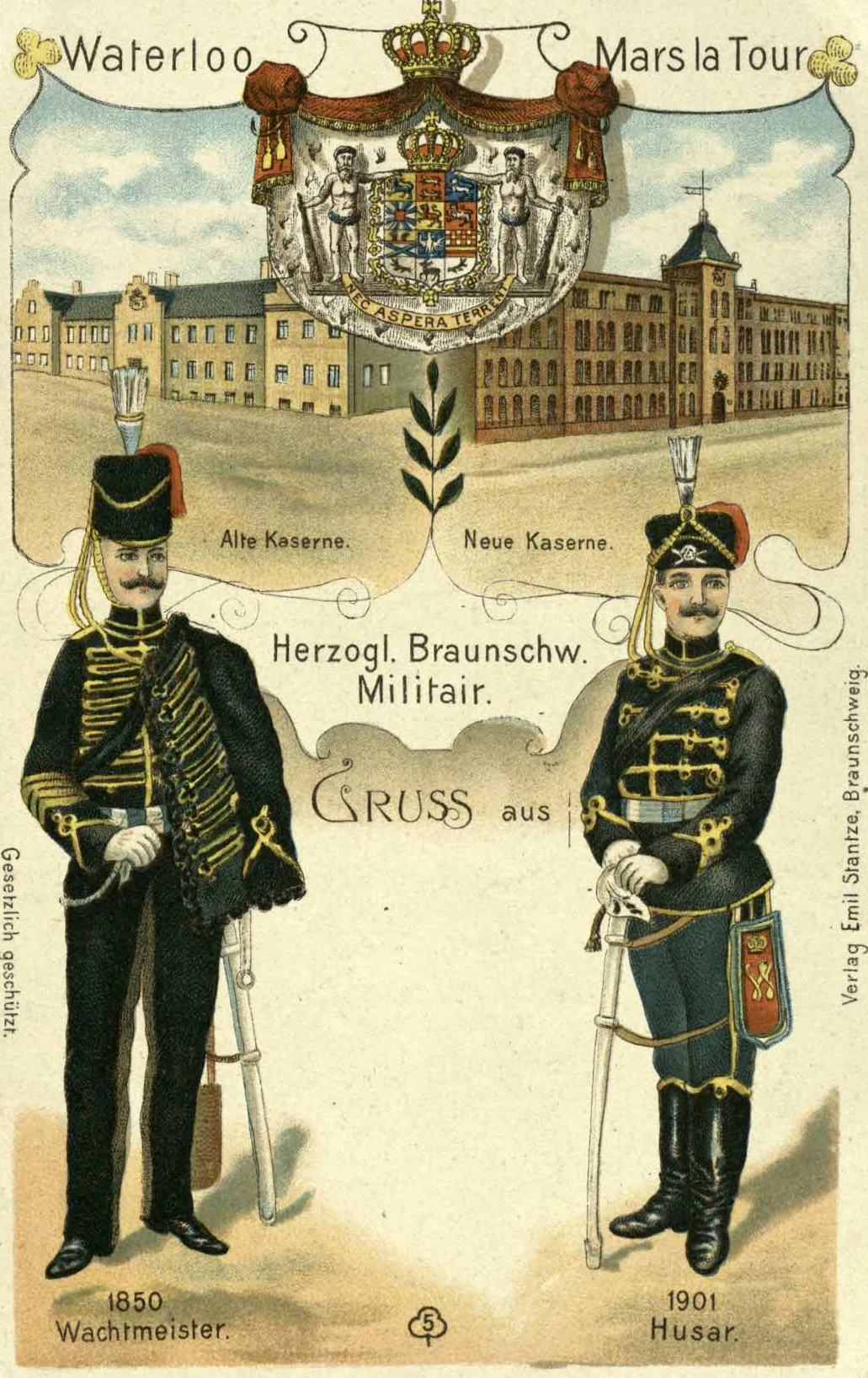
Hussards du et leurs casernes, la "vieille" caserne Waterloo et la "nouvelle"

.

#### Guerre franco-prussienne
La guerre contre la France de 1870/71 voit le régiment prendre part aux combats de Forbach-Spicheren le 6 août 1870 puis au siège de Metz. S'ensuivent de violents combats à Thionville et Mars-la-Tour. En septembre et octobre, le régiment est affecté à l'armée de siège devant Paris. En 1871, les hussards combattent toujours l'armée française de la Loire et retournent à Brunswick le 3 juillet 1871.

#### Première Guerre mondiale
Au début de la Première Guerre mondiale, le régiment forme deux demi-régiments, qui sont affectés aux 20e et 21e division d'infanterie comme division de cavalerie. Avec ces unités, les hussards se déplacent initialement vers l'ouest, où ils sont déployés dans la région de Reims après la retraite de la Marne. Fin septembre 1914, les deux demi-régiments sont à nouveau dissous et les escadrons sont répartis entre différentes divisions d'infanterie. En avril 1915, le régiment est rétabli avec quatre escadrons et la troupe est transférée à  l'est, où elle est déployée dans le 10e corps d'armée en Pologne russe et en Galicie et participe à la bataille de Gorlice-Tarnow le 6 mai 1915. En septembre 1915, ils sont de nouveau ramenés sur le front occidental, où les hussards se voient confier une grande variété de tâches. En mai 1916, ils se rendent à nouveau sur le front de l'Est. Peu de temps après, ils doivent aider l'armée austro-hongroise, durement éprouvée par l'offensive russe Brusilov. Le régiment est déployé dans la région de Kovel. En octobre 1916, le régiment est à nouveau dissous, cette fois pour de bon. Certains des escadrons doivent faire leur temps et sont utilisés comme tirailleurs de la cavalerie dans la guerre des tranchées, les autres sont déployés comme troupes d'occupation sur les différents théâtres de guerre.

### Après-guerre
En tant que détachement avancé, l'état-major du régiment est arrivé à Brunswick le 21 novembre 1918 après l'armistice. Le reste des troupes rejoint son ancienne garnison le 5 décembre 1918. Le 30 janvier 1919, un escadron de volontaires est formé à partir de membres du régiment pour maintenir la paix et l'ordre pendant les troubles à Brême, Wilhelmshaven et Emden. Cet escadron de volontaires est ensuite incorporé au 10e régiment de cavalerie de la Reichswehr provisoire.
La tradition du régiment reprend dans la Reichswehr par décret du 24 août 1921 du chef du commandement de l'armée général de l'infanterie Hans von Seeckt, par le 4e escadron du 13e régiment de cavalerie (prussien) à Lunebourg.

## Commandants
| Grade                       | Nom                                                          | Date                                                     |
| --------------------------- | ------------------------------------------------------------ | -------------------------------------------------------- |
| Oberstleutnant              | August von Hennings                                          | 1er janvier 1825 au 20 octobre 1830                      |
| Major/Oberstleutnant/Oberst | Alexander Leopold von Erichsen (de)                          | 21 octobre 1830 au 20 mars 1848                          |
| Major/Oberstleutnant        | Erich von Mansberg                                           | 22 mars 1848 au 14 juin 1857                             |
| Major/Oberstleutnant        | Karl von Cramm                                               | 15 juin 1857 au 19 mai 1862                              |
| Oberstleutnant/Oberst       | Christian von Strombeck                                      | 20 mai 1862 au 14 mars 1869                              |
| Major                       | Friedrich Wilhelm von Rauch                                  | 15 mars 1869 au 17 juillet 1870 (chargé de la direction) |
| Major/Oberstleutnant/Oberst | Friedrich Wilhelm von Rauch                                  | 18 juillet 1870 au 1er janvier 1876                      |
| Oberstleutnant/Oberst       | Karl Kuhlwein von Rathenow (de)                              | 2 janvier 1876 au 3 août 1884                            |
| Oberstleutnant/Oberst       | Karl von Groote (de)                                         | 4 août 1884 au 21 mars 1889                              |
| Oberstleutnant              | Gottfried Rabe von Pappenheim                                | 22 mars 1889 au 13 octobre 1890                          |
| Oberstleutnant/Oberst       | Leopold von Versen                                           | 14 octobre 1890 au 16 mars 1894                          |
| Oberstleutnant/Oberst       | Anton von Wallenberg                                         | 17 mars 1894 au 23 mai 1898                              |
| Oberstleutnant/Oberst       | Arthur von Arnstedt                                          | 24 mai 1898 au 21 février 1900                           |
| Oberstleutnant/Oberst       | Adalbert von Rothkirch und Panthen                           | 22 février 1900 au 17 juillet 1905                       |
| Oberstleutnant/Oberst       | Franz Günther Wilhelm Alexander von Humboldt-Dachroeden (de) | 18 juillet 1905 au 19 mars 1911                          |
| Major/Oberstleutnant/Oberst | Ernst von Uechtritz und Steinkirch (de)                      | 20 mars 1911 au 1er août 1914                            |

## Uniforme
Les hussards portent un attila noir avec laçage jaune. Le chapeau de fourrure est décoré d'un kolpak rouge ponceau et d'un buisson de crin noir pour le défilé. Sur le devant il y a un nouveau crâne en argent avec des os croisés et un ruban de change (appelé aussi « bandeau patrie ») en tombak avec l'inscription PENINSULA, SICILIEN, WATERLOO, MARS-LA-TOUR pour les campagnes et batailles. La cocarde paysanne est bleu-jaune, tout comme le drapeau de la lance. Le crâne et les os croisés des brunswickois ne sont pas identiques à celui des hussards du corps prussiens. Il y a aussi une bandoulière blanche avec une cartouche noire.
Déjà commandé par l'A.K.O. du 14 février 1907 et progressivement introduit à partir de 1909/10, l'uniforme coloré est remplacé pour la première fois par l'uniforme de service de campagne gris (M 1910) à l'occasion de la manœuvre impériale de 1913. l est tout à fait similaire à l'uniforme du temps de paix, mais les lanières sont grises. Les vêtements et les bottes en cuir sont d'un brun naturel, le bonnet en fourrure est recouvert d'un tissu appelé roseau. La bandoulière et la cartouche ne sont plus portées avec cet uniforme.

## Hussards à tête de mort

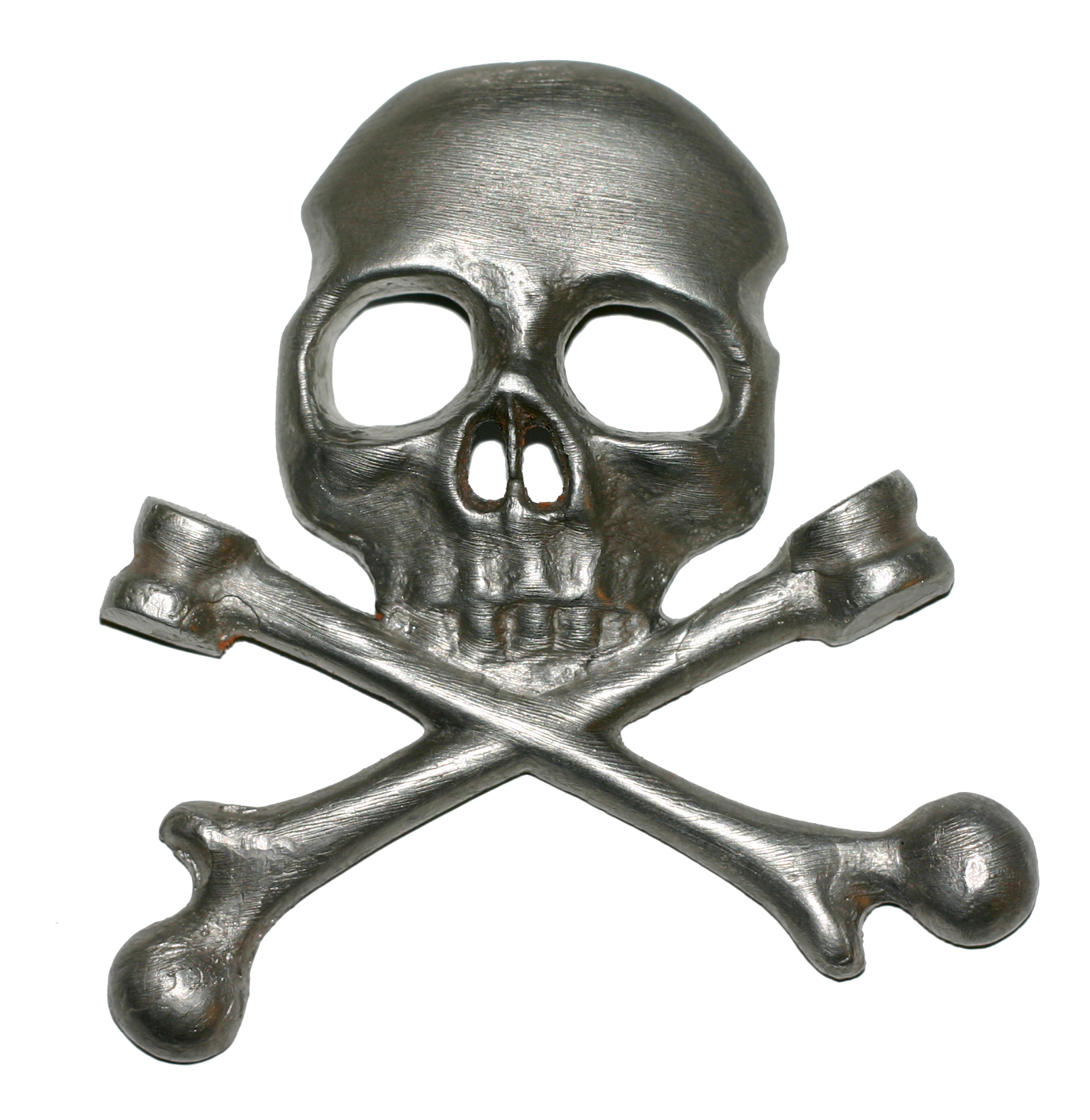
Crâne de Brunswick de 1815

Hussards à tête de mort est le nom populaire pour le 17e régiment de hussards brunswickois et pour les 1er et 2e régiment de hussards du Corps à Dantzig (Langfuhr), en raison de la tête de mort portée sur leurs chapeaux de fourrure et de tissu, qui serait un ancien emblème indiquant qu'ils ne font ni quartier ni cadeau. Il ne faut pas les confondre avec les hussards de Belling, connus sous le nom de "Der ganze Tod" (La mort totale), qui portent un squelette complet avec l'inscription «vincere, aut mori (de) » (« gagner ou mourir ») sur leurs chapeaux.